# Gazing at the Moonlight
Gazing at the Moonlight is het eerste studioalbum van de Amerikaanse rapper Hopsin. Het werd uitgebracht door het Amerikaanse label Ruthless Records, dat werd opgericht door Eazy-E. 
De meeste nummers van het album werden in 2005 opgenomen maar het album kwam pas uit in 2009 met weinig tot geen promotie. Op dat laatste zou Hopsin nog veel terugkomen na zijn dispuut en uiteindelijke vertrek in onder andere Sag My Pants, ill mind of Hopsin 3 en Kill Her. Hij voelde zich onvoldoende financieel gesteund en kreeg bovendien niet de opportuniteit zijn album te reviewen voor zijn release.

## Nummers
| Nr. | Titel                        | Producer(s)   | Duur |
| --- | ---------------------------- | ------------- | ---- |
| 1.  | Intro                        | Marcus Hopson | 1:02 |
| 2.  | I'm Here                     | Marcus Hopson | 4:12 |
| 3.  | Break It Down                | Marcus Hopson | 4:12 |
| 4.  | Who Do You Think I Am        | Marcus Hopson | 3:52 |
| 5.  | Sexy Cyber                   | Marcus Hopson | 4:11 |
| 6.  | Pans In The Kitchen          | Marcus Hopson | 4:11 |
| 7.  | Story Of Mine                | Marcus Hopson | 4:16 |
| 8.  | Bubblies                     | Marcus Hopson | 3:44 |
| 9.  | Chris Dolmeth                | Marcus Hopson | 4:19 |
| 10. | The B Bop                    | Marcus Hopson | 3:54 |
| 11. | Slurpin                      | Marcus Hopson | 3:26 |
| 12. | Super Duper Fly              | Marcus Hopson | 3:39 |
| 13. | Motherfucker (featuring DJK) | Marcus Hopson | 4:10 |
| 14. | Don't Trust 'Em              | Marcus Hopson | 5:38 |
| 15. | Gazing At The Moonlight      | Marcus Hopson | 4:09 |